# Oedipoda pernix
Oedipoda pernix är en insektsart som beskrevs av Steinmann 1965. Oedipoda pernix ingår i släktet Oedipoda och familjen gräshoppor. Inga underarter finns listade i Catalogue of Life.